# Roncesvalles (Colombia)
Roncesvalles è un comune della Colombia facente parte del dipartimento di Tolima.
L'abitato venne fondato da Anacleto Londoño, Gregorio Betancourth, Bernardino Galvis, Jesús María Galvis e Francisco Echeverry nel 1913, mentre l'istituzione del comune è dell'11 maggio 1944.